# Cattedrale di Norwich
La cattedrale di Norwich o cattedrale della Santa e Indivisibile Trinità (in inglese Cathedral Church of the Holy and Undivided Trinity) è la chiesa principale della diocesi anglicana di Norwich, nel Norfolk (Inghilterra).
La costruzione fu iniziata nel 1096 sul sito di due precedenti chiese e conclusa nel 1145 ed è una delle più grandi cattedrali inglesi con una navata lunga ben 140 metri. 
La diocesi per l'East Anglia (Norfolk e Suffolk) era stata trasferita a Norwich nel 1094 formando così l'antica diocesi di Norwich. 
L'attuale guglia, alta 96 metri, dopo alcune ricostruzioni, risale al 1840. Il complesso è situato nella parte più bassa della pianura di Norwich, circondata da tre lati da colline e verso nord dall'area boscosa di Mousehold heath.
Con la creazione nel 1976 della diocesi di East Anglia con sede a Norwich, la città ospita di nuovo una cattedrale cattolica, la grandiosa cattedrale di San Giovanni Battista, la seconda cattedrale cattolica inglese per dimensioni,  costruita nell'Ottocento con il decisivo finanziamento del più importante cattolico inglese, Henry Fitzalan-Howard, XV duca di Norfolk